# Danh sách vườn quốc gia tại Pháp

Vườn quốc gia Pháp (màu tím) và công viên thiên nhiên (màu xanh).

Các vườn quốc gia tại Pháp là một hệ thống gồm 11 vườn quốc gia trên lãnh thổ Pháp và tỉnh hải ngoại được điều phối bởi các cơ quan thuộc chính phủ là Cục Vườn quốc gia Pháp.
Vườn quốc gia đầu tiên được thành lập vào năm 1963 trong khi mới nhất được thành lập là vào năm 2019. Vườn quốc gia được thành lập theo sắc lệnh với chữ ký của Thủ tướng Pháp và được xuất bản trên Tạp chí chính thức của Cộng hòa Pháp (JORF).
Các vườn quốc gia Pháp bảo vệ tổng diện tích 26.168 kilômét vuông (10.104 dặm vuông Anh) vùng lõi và 30.651 kilômét vuông (11.834 dặm vuông Anh) vùng đệm chiếm 9,5% tổng diện tích lãnh thổ Pháp, chiếm 29,5% vùng đất và 22% vùng biển của Pháp được bảo vệ. Vườn quốc gia Pháp đón hơn 8,5 triệu du khách ghé thăm mỗi năm.

## Danh sách
| Tên                                                       | Hình ảnh | Tỉnh                                                              | Vùng lõi                          | Vùng đệm                         | Thành lập            |
| --------------------------------------------------------- | -------- | ----------------------------------------------------------------- | --------------------------------- | -------------------------------- | -------------------- |
| Vườn quốc gia Vanoise (Parc national de la Vanoise)       |          | Savoie                                                            | 1.250 km2 (483 dặm vuông Anh)     | 1.427 km2 (551 dặm vuông Anh)    | 6 tháng 7 năm 1963   |
| Vườn quốc gia Port-Cros (Parc national de Port-Cros)      |          | Var                                                               | 7 km2 (3 dặm vuông Anh)           | 1.451 km2 (560 dặm vuông Anh)    | 14 tháng 12 năm 1963 |
| Vườn quốc gia Pyrénées (Parc national des Pyrénées)       |          | Hautes-Pyrénées và Pyrénées-Atlantiques                           | 457 km2 (176 dặm vuông Anh)       | 2.077 km2 (802 dặm vuông Anh)    | 23 tháng 3 năm 1967  |
| Vườn quốc gia Cévennes (Parc national des Cévennes)       |          | Chủ yếu là thuộc tỉnh Lozère và Gard, cùng với Ardèche và Aveyron | 913 km2 (353 dặm vuông Anh)       | 2.793 km2 (1.078 dặm vuông Anh)  | 2 tháng 9 năm 1970   |
| Vườn quốc gia Écrins (Parc National des Écrins)           |          | Isère và Hautes-Alpes                                             | 918 km2 (354 dặm vuông Anh)       | 1.788 km2 (690 dặm vuông Anh)    | 27 tháng 3 năm 1973  |
| Vườn quốc gia Mercantour (Parc national du Mercantour)    |          | Alpes-Maritimes và Alpes-de-Haute-Provence                        | 685 km2 (264 dặm vuông Anh)       | 1.467 km2 (566 dặm vuông Anh)    | 18 tháng 8 năm 1979  |
| Vườn quốc gia Guiana (Parc amazonien de Guyane)           |          | Guyane thuộc Pháp (Tỉnh hải ngoại)                                | 33.900 km2 (13.089 dặm vuông Anh) | 13.615 km2 (5.257 dặm vuông Anh) | 2007                 |
| Vườn quốc gia Réunion (Parc national de la Réunion)       |          | Réunion (Tỉnh hải ngoại)                                          | 1.054 km2 (407 dặm vuông Anh)     | 877 km2 (339 dặm vuông Anh)      | 2007                 |
| Vườn quốc gia Guadeloupe (Parc national de la Guadeloupe) |          | Guadeloupe (Tỉnh hải ngoại)                                       | 173 km2 (67 dặm vuông Anh)        | 2.244 km2 (866 dặm vuông Anh)    | 20 tháng 2 năm 1989  |
| Vườn quốc gia Calanques (Parc national des Calanques)     |          | Bouches-du-Rhône                                                  | 520 km2 (201 dặm vuông Anh)       | 1.060 km2 (409 dặm vuông Anh)    | 18 tháng 4 năm 2012  |
| Vườn quốc gia Forêts (Parc national des forêts)           |          | Haute-Marne và Côte-d'Or                                          | 560 km2 (216 dặm vuông Anh)       | 1.850 km2 (714 dặm vuông Anh)    | 8 tháng 11 năm 2019  |